# بويو-سان-جيروم
بويو-سان-جيروم (بالفرنسية: Boyeux-Saint-Jérôme)‏ هي بلدية فرنسية تقع في إقليم الآن في فرنسا. رمز إنسي لها هو:1056. أما الرمز البريدي لها فهو: 1640.